# Kunbaja
Kunbaja (nje. Kumbai) je selo i općina u aljmaškoj mikroregiji u Bačko-kiškunskoj županiji u Mađarskoj, u statističkoj regiji Južni Alföld (mađ. Dél-Alföld ). 
Poštanski broj je 6435. Predbroj je 79.

## Zemljopisni položaj
Selo se prostire na površini od 33,72 km četvorna.
Nalazi se na 46°05' sjeverne zemljopisne širine i 19°26' istočne zemljopisne dužine.

## Upravna organizacija
Upravno pripada aljmaškoj mikroregiji u Bačko-kiškunskoj županiji. Poštanski broj je 6435.
U Kunbaji se nalaze jedinice njemačke i romske manjinske samouprave u Republici Mađarskoj.

## Stanovništvo
2002. su u Kunbaji živjela 1802 stanovnika. Mađari su većina. Nijemaca je 3,1%, Hrvata je 0,3%, Srba je 0,3% i ostalih. Rimokatolika je 79%, kalvinista je 7,4%, grkokatolika je 0,5% i ostalih.
U povijesti je Kunbaja bilježila brojnu hrvatsku zajednicu, uglavnom iz skupine Bunjevaca.

## Poznati stanovnici
- Ivan Antunović, biskup, jedan od čelnih ljudi hrvatskog preporoda u Bačkoj.